# Representações culturais de Ricardo I da Inglaterra
Ricardo I da Inglaterra foi retratado várias vezes na ficção romântica e na cultura popular.

## Robin Hood
O filósofo e cronista escocês John Mair foi o primeiro a associar Ricardo às lendas de Robin Hood em sua Historia majoris Britannae, tam Angliae quam Scotiae (1521). Nas primeiras baladas de Robin Hood, o único rei citado é "Eduardo, nosso belo rei", muito possivelmente Eduardo II ou Eduardo III. No entanto, o romance de Sir Walter Scott, Ivanhoe, popularizou a ligação de Mair das lendas de Hood ao reinado de Ricardo, e foi adotado por romancistas posteriores e pelo cinema. Normalmente, Robin é retratado defendendo a justiça em nome de Ricardo contra João e seus oficiais durante a prisão do rei. Ricardo aparece na novela sobre Robin Hood, Maid Marian (1822), de Thomas Love Peacock.

## Outra literatura
Ricardo apareceu com frequência na ficção, como resultado do "renascimento cavalheiresco" da era romântica.
- As Aventuras do Rei Ricardo Coeur-de-Lion (1791), de James White, é um romance histórico humorístico sobre as aventuras de Ricardo.[2]
- Em 1822, ele foi o tema do poema épico de Eleanor Anne Porden, Cœur de Lion.
- Depois de Ivanhoe, no qual ele é descrito como inicialmente adotando o pseudônimo de Le Noir Fainéant ("O Preguiçoso Negro"), Sir Walter Scott retratou Ricardo em O Talismã (1825), um tratamento altamente ficcional da Terceira Cruzada.
- Ganhando suas esporas: A Tale of the Crusades (1882) (também conhecido como Boy Knight) de GA Henty, é um romance sobre um jovem nobre, Cuthbert, que acompanha Ricardo durante a Terceira Cruzada. Segundo o historiador Mike Horswell, Winning His Spurs descreve Ricardo como "um homem de ação, líder inspirador e lutador fenomenal".[3]
- As Feliz Aventuras de Robin Hood (1883), de Howard Pyle, apresenta uma representação heróica e admirável do Rei Ricardo. Este livro ajudou a popularizar a conexão entre as lendas de Robin Hood e Ricardo.[4]
- O romance de Maurice Hewlett, The Life and Death of Richard Yea-and-Nay (1900), é um romance sobre a vida de Ricardo.[5]
- The Assassins (1902), romance de Nevill Myers Meakin (1876-1912), apresenta Ricardo, Filipe II da França e Saladino, em um enredo envolvendo a Ordem dos Assassinos.[6]
- O romance juvenil Coração de Leão: Uma História do Reinado de Ricardo I (1910) de " Herbert Strang " e Richard Stead, é um conto sobre Ricardo , que é influenciado pela obra de Henty.[7]
- Walter of Tiverton (1923) de Bernard G. Marshall, é outro romance juvenil onde dois jovens cavaleiros ajudam Ricardo a resistir aos enredos do Príncipe John.[8]
- Unhurrying Chase (1925) de HFM Prescott, gira em torno do conflito entre o protagonista do romance, um jovem francês, e Ricardo.
- " Hawks of Outremer " (1931) de Robert E. Howard, é um conto que apresenta uma breve aparição de Ricardo.
- Kay, o Canhoto (1935) de Leslie Barringer trata das viagens de Ricardo ao exterior e os efeitos de sua ausência da Inglaterra.
- The Golden Knight (1937), escrito por Frederick Schiller Faust sob o pseudônimo de "George Challis", enfoca o cativeiro de Ricardo na Áustria.
- The Passionate Brood de Margaret Campbell Barnes (1945) é baseado na lenda da busca de Blondel de Nesle para encontrar Ricardo.
- King's Man (1948) de CM Edmondston e MLF Hyde, é um romance juvenil que explora a relação de trabalho entre William Marshal e Ricardo.
- Harold Lamb escreveu um conto "Lionheart" (1949), que se concentra em Ricardo próximo do fim de sua vida.[9]
- O romance de Gore Vidal , A Search for the King (1950), também reconta a lenda de Blondel e Ricardo.
- O romance de Ronald Welch, Knight Crusader (1954), descreve Ricardo como um herói.[10]
- O romance de Donald Barr Chidsey, This Bright Sword (1957), apresenta um Ricardo retratado como um herói fanfarrão.
- John Jakes publicou um romance, Sir Scoundrel (1962) sobre Ricardo e Blondel. Sir Scoundrel foi publicado sob o pseudônimo de Jakes, Jay Scotland. Jakes mais tarde revisou o romance e o publicou com seu próprio nome como King's Crusader (1977). O romance de Jakes é uma das primeiras obras de ficção a retratar Ricardo como um homossexual.[11]
- O jovem Ricardo também é um personagem importante na peça de James Goldman, O Leão no Inverno (1966), que o descreve como homossexual.[12]
- Ele aparece em The Kings of Vain Intent de Graham Shelby e, mais centralmente, em The Devil is Loose, O tocador de alaúde de Norah Lofts, O Coração do Leão de Jean Plaidy, A Bruxa do Rei de Cecelia Holland e The Devil's Brood and Lionheart, de Sharon Kay Penman.
- Ricardo é retratado em The Isle of Glass (1985) por Judith Tarr, o primeiro volume de sua trilogia de fantasia histórica The Hound and the Falcon.[13]
- O autor sueco Jan Guillou retrata Ricardo como um impiedoso assassino muçulmano em O Cavaleiro Templário (trilogia das Cruzadas), enquanto a Rainha Sem País de Rachel Bard o retrata como o relutante marido de Berengária de Navarra.
- Tariq Ali retrata Ricardo em seu romance The Book of Saladin (1998). Aqui, Ricardorecebe o apelido zombeteiro de "Ricardo, o Asno de Leão" pelos soldados de Saladino. Segundo Reed Way Dasenbrock, o Ricardo de Ali "quebra sua palavra repetidamente e fica muito aquém do padrão de cavalheirismo e cortesia estabelecido por Salah-ud-din".[14]
- Ricardo aparece em vários romances de mistério históricos de Crowner John, de Bernard Knight, começando com The Sanctuary Seeker (1998).[15]
- Kamran Pasha retrata Ricardo em seu romance, Shadow of the Swords (2010). Isso retrata Ricardo durante seu conflito com Saladino, e também mostra Ricardo conhecendo o filósofo judeu Maimônides.[16]
- Ricardo é citado nos romances de Jennifer Roberson, Lady of the Forest e Lady of Sherwood.
- Ricardo aparece na novela japonesa Fate / estranhos fake como um servo da classe Saber.

## Teatro
- Em 2014, uma peça escrita por David Eldridge com Richard I, Holy Warriors, foi apresentada no Shakespeare's Globe. A série de Guerreiros Sagrados de 2014 contou com John Hopkins como Ricardo I, assim como Alexander Siddig como Saladin.[17]

## Ópera
- Riccardo primo, re d'Inghilterra de George Frideric Handel (1727) é baseado na invasão de Chipre por Ricardo.
- Richard Coeur-de-lion (1784) por André Grétry

## Filmes
Ricardo foi interpretado nos filmes por:
- Arthur Hollingsworth no curta silencioso Robin Hood (1912)
- Walter Craven na adaptação silenciosa de Ivanhoe (1913)
- Walter Gibbs no silencioso Robin Hood (1913)
- Wallace Beery nos filmes mudos Robin Hood (1922), com Douglas Fairbanks como Robin, e Richard the Lion-Hearted (1923), baseado em The Talisman
- SJ Bingham no silencioso Robin Hood, Jr. (1923)
- Henry Wilcoxon em As Cruzadas de Cecil B. DeMille (1935)
- Ian Hunter em As Aventuras de Robin Hood (1938), com Errol Flynn como Robin
- Patrick Barr em A História de Robin Hood e Seus Homens Merrie (1952), com Richard Todd como Robin e em As Aventuras de Robin Hood (1955–59) com Richard Greene como Robin.
- Norman Wooland em Ivanhoe (1952), com Robert Taylor como Ivanhoe
- Patrick Holt em The Men of Sherwood Forest (1954)
- George Sanders em King Richard and the Crusaders (1954), vagamente baseado em O Talismã
- Hamdi Geiss no filme do diretor egípcio Youssef Chahine, El Naser Salah el Dine (1963)
- Anthony Hopkins na adaptação cinematográfica de O Leão no Inverno (1968), pelo qual foi indicado ao Prêmio BAFTA de Melhor Ator Coadjuvante
- Lars Bloch no filme italiano L'Arciere di Sherwood (1970)
- Frankie Howerd na comédia Up the Chastity Belt (1971), em que Ricardo é revelado como o dublê do personagem principal, Lurkalot (também interpretado por Howerd)
- Peter Ustinov no filme de animação da Disney Robin Hood (1973), no qual também dublou o Príncipe John. Ambos eram leões, em referência ao seu título 'Lionheart'.
- Richard Harris em Robin e Marian (1976). Esta é uma versão revisionista, descrevendo Ricardo como obsessivo e assassino, em vez de heróico.[18]
- Neil Dickson em Lionheart (1987)
- Sean Connery brevemente (e sem créditos) no fim de Robin Hood: Prince of Thieves (1991)
- Aleksandr Baluev no filme russo Richard the Lion-Hearted (1992), baseado em O Talismã
- Patrick Stewart na paródia de Mel Brooks, Robin Hood: Men in Tights (1993)
- Iain Glen brevemente (e sem créditos) no fim de Kingdom of Heaven (2005)
- Danny Huston em Robin Hood de Ridley Scott (2010)
- Greg Maness em Richard The Lionheart (2013) e Richard the Lionheart: Rebellion (2015)

## Televisão
Ricardo foi interpretado na televisão por:
- David Markham na série Robin Hood da BBC (1953), com Patrick Troughton como Robin
- Bruce Seton na série britânica Ivanhoe (1958)
- Dermot Walsh na série infantil britânica Richard the Lionheart (1962 – 1963)
- Jon Cypher no episódio "Robin Hood" da série americana Children's Theatre (1964)
- Julian Glover na história de Doctor Who "The Crusade " (1965), ambientada durante o conflito de Richard com Saladin, e novamente no filme para TV Ivanhoe (1982)
- Douglas Fairbanks, Jr. no filme musical da TV americana The Legend of Robin Hood (1968)
- Bernard Horsfall na série Ivanhoe da BBC (1970)
- Michael J. Jackson na série da BBC The Legend of Robin Hood (1975)
- Lawrence Clark (7 anos), Paul Rose (13 anos), Glen Barlow (18 anos) e Michael Byrne (quando adulto) na série da BBC The Devil's Crown (1978), que dramatizou seu reinado e o de seu pai e irmão
- Stephan Chase na série da BBC The Talisman (1980)
- Robert Hardy na paródia de um filme para a TV americana The Zany Adventures of Robin Hood (1984)
- John Rhys-Davies no episódio "The King's Fool" da série britânica Robin of Sherwood (1984). Esta versão retrata Richard como um vilão, que tenta matar Robin Hood quando percebe que não pode controlá-lo.[19]
- Forbes Collins no episódio "The Whitish Knight" da série de comédia infantil da BBC Maid Marian and her Merry Men (1989), no qual ele também interpretou o Príncipe João.
- Mugihito fez a voz do Rei Ricardo no anime Robin Hood no Daibōken, onde ele chega perto do fim para ajudar Robin e seus aliados a derrubar seu irmão, o Príncipe John e o Barão Alwyn.
- Marek Vašut no filme para TV Young Ivanhoe (1995)
- Rory Edwards na série britânica Ivanhoe (1997)
- Andrew Howard na adaptação para o cinema para TV de O Leão no Inverno (2003)
- Steven Waddington no episódio "We Are Robin Hood! " Da série Robin Hood da BBC (2007) Ele também interpretou o Rei Ricardo no documentário dramático da BBC "Heroes and Villains: Richard the Lionheart" (2008)
- Mathew Baynton e Adam Riches nos esboços infantis britânicos mostram Horrible Histories (2009 - 2015)

## Rádio
- Ricardo é interpretado por Ed Stoppard na série Plantagenet, de Mike Walker, da BBC Radio 4 (2010).

## Histórias em quadrinhos
- Ricardo foi retratado em duas edições diferentes da série de quadrinhos Classics Illustrated. O primeiro foi uma adaptação de 1953 de The Talisman de Walter Scott, e o segundo foi uma adaptação de 1955 de Ivanhoe de Scott.[20]

## Video games
- No jogo de aventura inspirado em Robin Hood, Conquests of the Longbow, Ricardo é apresentado como um prisioneiro de Leopold da Áustria. Como nas lendas mencionadas anteriormente, Robin Hood está trabalhando para levantar 100,000 marcos em resgate para libertar Ricardo.
- O jogo de estratégia Medieval: Total War apresenta duas batalhas baseadas em seus encontros com seu rival Saladin: a batalha de Jaffa e a batalha de Arsuf.
- A sequência, Medieval II: Total War mostra Ricardo na capa da caixa, e o jogador tem a oportunidade de jogar a Batalha de Arsuf. Ricardo também está incluído no pacote de expansão Medieval II: Total War: Kingdoms, onde ele aparece durante a campanha das Cruzadas.
- Em Empires: Dawn of the Modern World, sua campanha é anterior a 1190 e o vê lutar contra o rei francês Filipe II.
- Ele é um dos principais personagens do Crusader no jogo de estratégia em tempo real Stronghold: Crusader, aparecendo na capa da caixa, em um dos acampamentos históricos e como um Lorde AI no modo Skirmish.
- Em Age of Empires 2, Ricardo pode ser jogado em uma batalha contra Saladin.
- Em Age of Empires: The Age of Kings para Nintendo DS, Richard the Lionheart é um herói utilizável e a campanha final apresenta seis missões baseadas nele, incluindo a Batalha de Arsuf e um ataque fictício a Jerusalém.
- Em Lionheart: Legacy of the Crusader, o personagem do jogador é um descendente do século XVI de Ricardo I. O jogo segue uma linha do tempo de história alternativa em que a execução dos prisioneiros de Richard após a captura de Acre completou um ritual que liberou magia e demônios no mundo. (2003)
- No videogame de ação e aventura de 2007, Assassin's Creed (ambientado na época da terceira cruzada), Richard desempenha um papel importante no jogo, fazendo várias aparições e em um ponto interagindo com o personagem principal. Ricardo fala inglês com sotaque francês no jogo como referência ao fato de que ele falava occitano (língua materna nativa), latim, língua anglo-normanda e francês antigo, e mal sabia inglês antigo ou inglês médio na vida real.
- Em Civilization II, King Richard's Crusade é uma das Maravilhas do Mundo. Esta Maravilha aumenta a produção.